# Sepekov
Sepekov (deutsch Sepekau; auch Sepekow) ist eine Minderstadt im Okres Písek in Tschechien. Sie gehört zur Region Jihočeský kraj und liegt fünf Kilometer südwestlich von Milevsko.

## Geographie

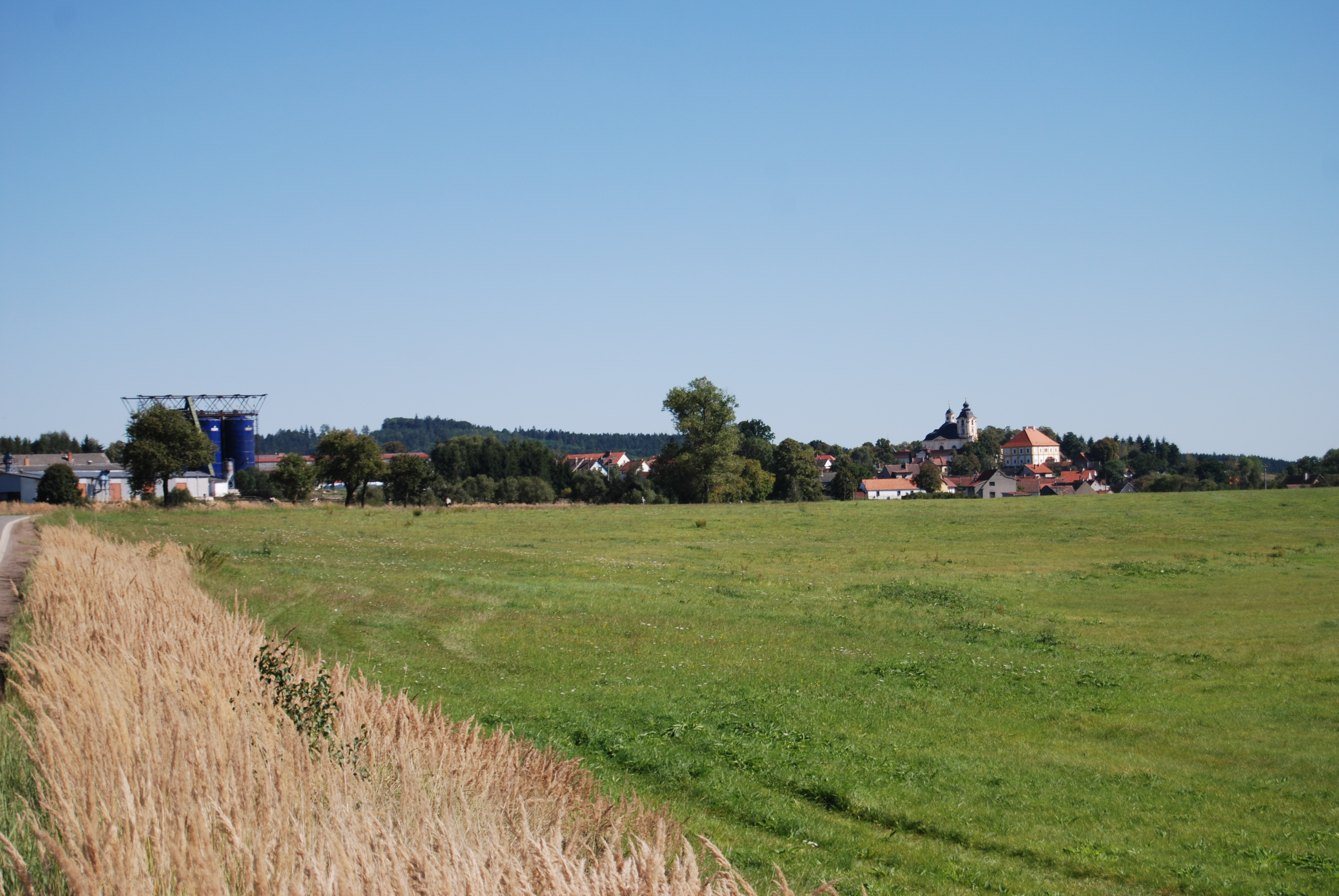
Gesamtansicht

Sepekov liegt am Mühlhauser Bach (Milevský potok) im südlichen Teil des Mittelböhmischen Hügellandes (Středočeská pahorkatina). Nachbarorte sind Božetice und Hodušín im Nordosten, Skrýchov im Osten, Podboři und Südosten, Zběšičky im Süden, Zálší und Líšnice im Südwesten und Milevsko (Mühlhausen) im Nordwesten.

## Geschichte
Sepekov gehört zu den ältesten Orten des vormaligen Bezirks Písek. Nach der Legende soll der Mühlhauser Abt Gerlach dem Ort Sepekov ein Marienbild und eine Statue geschenkt haben, die Ende des 11. Jahrhunderts vom Sasauer Benediktinerabt Božetěch geschaffen worden sein soll.
Erstmals urkundlich erwähnt wurde Sepekov 1243, als es im Besitz des witigonischen Familienzweiges der Herren von Krumau war, der 1194 von Witiko II. d. Ä. (Vítek starší) begründet worden war. Dessen Enkel Budiwoj und Witiko führten als erste den Zusatz „von Sepekov“ (ze Sebekova). Vermutlich gelangte Sepekov nach dem Aussterben des Krumauer Familienzweigs 1302 als bischöfliches Gut an das Bistums Prag. Jedenfalls tauschte Heinrich I. von Rosenberg am 26. Juli 1307 mit dem Prager Bischof Johann IV. von Dražice die bischöflichen Dörfer Sepekov, Radimovice und Čelkovice gegen die Rosenberger Herrschaften Křivsoudov und Herálec. Während der Hussitenkriege wurde Sepekov zerstört und 1484 von den Rosenbergern an Zdeslav von Sternberg (Zdeslav ze Šternberka) verkauft. 1530 gehörte Sepekov zur Herrschaft Bechyně, und als diese 1569 von Heinrich von Schwanberg (Jindřich ze Švamberka) dem Peter Wok von Rosenberg verkauft wurde, blieb Sepekov zur Herrschaft Mühlhausen (Milevsko) zugehörig. Sie wurde von den Herren von Hodějov (z Hodějova) erworben, die jedoch wegen ihrer Beteiligung am Böhmischen Ständeaufstand von 1618 nach der Schlacht am Weißen Berg ihre Besitzungen verloren. Nachfolgend schenkte Kaiser Ferdinand III. Sepekov dem Prämonstratenserkloster Strahov, von dem die in den Hussitenkriegen zerstörte Marienkapelle 1654–1658 erneuert wurde. Nachdem die Kapelle von zahlreichen Wallfahrern als wundertätig verehrt wurde, errichtete der Strahover Abt Hermann 1730–1733 die jetzige Wallfahrtskirche, die wiederum der hl. Maria geweiht wurde.
Am 10. Oktober 2006 wurde Sepekov zu einem Městys erhoben.

## Gemeindegliederung
Zur Gemeinde Sepekov gehören die Ortsteile:
- Líšnice (Lischnitz)
- Sepekov (Sepekau)
- Zálší (Salschi)

## Sehenswürdigkeiten
- Die Wallfahrtskirche der Jungfrau Maria wurde 1730–1733 nach Entwurf des Hofbaumeisters Thomas Haffenecker erbaut. Es ist ein ovaler Zentralbau, der von einem Kreuzgang umschlossen ist, an dessen Ecken sich Kapellen befinden. Die Kirche besitzt eine reiche barocke Innenausstattung. Besonders wertvoll ist das spätgotische Tafelbild „Maria von Sepekov“ auf dem Hauptaltar.
- Pfarrhaus aus dem Jahre 1736
- Denkmal für die Gefallenen des Ersten Weltkriegs
- Dorfkapelle in Zálší

## Persönlichkeiten
- Peter von Sepekov, 1410–1434 Professor, 1425 Rektor der Karls-Universität Prag
- Břetislav Benda (1897–1983), Bildhauer, geboren im Ortsteil Líšnice
- Miloslav Vlk (1932–2017), Erzbischof von Prag, geboren im Ortsteil Líšnice